# Kętrzyn Wąskotorowy
Kętrzyn Wąskotorowy - dawna wąskotorowa stacja kolejowa w Kętrzynie, w województwie warmińsko-mazurskim, w Polsce.